# Минам (озеро)
Минам (англ. Minam Lake) — высокогорное озеро, расположенное в горах Уаллауа на территории парка Игл-Кеп национального леса Уаллауа-Уитмен в восточном Орегоне. Озеро, имеет стоки на севере и юге. На юге из озера вытекает река Минам, на севере — река Лостин. Площадь поверхности — 0,24 км². Высота над уровнем моря — 2249 м.

## История
У естественного озера был только южный сток. В начале XX века, озеро было расширено за счёт постройки плотину высотой 4,3 м около южного конца озера. Цель плотины была в сохранении дополнительной воды и отвода её на север для орошения ферм в долине Лостин.

## Название
Согласно справочнику McArthur and McArthur’s «Oregon Geographic Names» считается, что название Минам возникло в середине XIX века от индейского слова э-ми-не-мах. Последнее относилось к долине реки Минам, где в изобилии росло растение со съедобными корнями. Мах был суффиксом, означающим долину или каньон.